# Distrikt Amotape
Der Distrikt Amotape liegt in der Provinz Paita der Region Piura in Nordwest-Peru. Der Distrikt wurde am 8. Oktober 1840 gegründet. Er hat eine Fläche von 63,9 km². Beim Zensus 2017 lebten 2437 Einwohner im Distrikt. Im Jahr 1993 betrug die Einwohnerzahl 2222, im Jahr 2007 2305. Verwaltungssitz ist die 12 m hoch gelegene Ortschaft Amotape mit 1300 Einwohnern (Stand 2017). Amotape liegt knapp 25 km nordnordöstlich der Provinzhauptstadt Paita. 

## Geographische Lage
Der Distrikt Amotape liegt im Norden der Provinz Paita. Im Süden wird der Distrikt von dem nach Westen strömenden Río Chira begrenzt. Im Norden des Distrikts herrscht Wüstenvegetation.
Der Distrikt Amotape grenzt im Südwesten an die Distrikte El Arenal und Colán, im Westen an den Distrikt Vichayal, im Norden an den Distrikt La Brea (Provinz Talara), im Osten an den Distrikt Tamarindo sowie im Süden an den Distrikt La Huaca.